# Portella de Mentet
La Portella de Mentet és una collada d'alta muntanya dels contraforts orientals del Massís del Canigó, a 2.412 metres d'altitud, al límit dels termes comunal de Mentet, de la comarca del Conflent, a la Catalunya del Nord, i municipal de Setcases, de la del Ripollès.
Està situada a l'extrem sud-oest del terme de Mentet i al nord-oest del de Setcases. És al nord-oest de la Portella de Morens i al sud-est del Pic de la Dona, al sud de la Coma de la Portella. A prop al sud-est de la portella hi ha un abric per a muntanyencs.